# گالوی
گالوِی (به زبان انگلیسی: Galway؛ به زبان ایرلندی: Gaillimh با تلفظ ˈɡalʲɪvʲ) شهری است که در شهرستان گالوی در غرب کشور جمهوری ایرلند واقع شده‌است. گالوی با جمعیت ۷۵٬۵۲۸ نفر، از لحاظ جمعیت چهارمین شهر پرجمعیت کشور ایرلند و ششمین شهر پرجمعیت جزیره ایرلند می‌باشد.
گالوی به همراه شهر Rijeka در کشور کرواسی، به عنوان پایتخت فرهنگی اروپا برای سال ۲۰۲۰ معرفی شده‌اند.

## نام گالوی
نام شهر برگرفته از نام رودخانه Gaillimh می‌باشد (Corrib River) می‌باشد که در زبان ایرلندی (Irish) به معنی سنگی (Stony) است. تلفظ این نام به مرور تاریخ انگلیسی (Anglicised) شده (Gallive) که به تلفظ زبان لاتین آن شبیه است.